# シチトウ
シチトウ(Cyperus monophyllus Vahl)は、単子葉植物カヤツリグサ科カヤツリグサ属の植物である。多年生草本で、非常に背が高くなる。根出葉も苞葉もほとんど発達せず、花茎の茎の部分ばかりから構成された植物である。別名をリュウキュウイ（琉球藺）、シチトウイ、シットウイ（七島藺）とも。湿地に群生する。畳表などに使われることがある。

## 特徴
根茎は太くて地中を横に這い、間を開けて花茎を単独に立てる。花茎は高さ1-1.5mに達するが、太さはせいぜい4mm程度でフトイのようにしっかりしていない。花茎の断面は鋭い三角形だが、根元近くでは角が鈍くなってやや円形になる。根出葉は2-3枚あって、鞘がよく発達して30cmにも達するが葉身はほとんどない。鞘は褐色から赤褐色に色づく。
茎の先端は花序がつくが、つかない茎も多い。つかない場合、先端は真横に切れたようになり、そこから三枚ばかりの短い葉状の苞がつくが、これは真っすぐ上に向かうので、遠見には茎の先端がそのまま尖っているように見える。花序が出る場合には苞は開く。
花序は先端から数本の小枝を伸ばし、それぞれの先にややまとまって3-10の小穂をつける。小穂は細長くて棒状、長さ1-3cm、幅は1-1.5mm、藁色。小花はやや間隔を開けてつき、鱗片は長さ2-2.5mm、果実は鱗片より少し短く、線状長楕円形、花柱は短くて三裂する。

## 生育環境と分布
湿地に生え、根元は水に浸かる。特に河口の汽水域によく生育し、ヨシやシオクグなどと共に泥地に大きな群落を作る。沖縄などではマングローブ周辺の流れの回りに見られることもある。
日本では本州南部から琉球列島に見られるが、本土のそれは栽培逸出と考えられ、沖縄のものもその可能性が考えられている。国外では中国南部からインドシナ、台湾などに分布する。
なお、和名のシチトウは七島の意であるが、これはトカラ列島のことで、畳としての利用はここが発祥とも言われる。

## 利用

### 畳表
畳表に使われる。シチトウを使った畳表は、琉球表、あるいは琉球畳と言われる。琉球畳の名称は、本来、縁の有無や、半畳か1畳かにかかわらず、シチトウを使ったものだけに用いられる。歴史上は、シチトウが使われていない場合は琉球畳の名称ではないことが沖縄県の首里語にも残されている。イグサや他の材料を使った縁なしの畳は、縁なし畳や坊主畳と呼ばれる。ただし、現在では琉球畳と言えば、むしろ半畳の正方形で縁なしの畳を指すこともあり、その場合には普通のイグサを使っている例もある。
非常に丈夫であるために柔道用の畳にも使われていた。2002年から2008年にかけて、「非営利団体 柔道畳復元プロジェクト」は講道館の資料に基づき創設時の柔道畳の復元を行っている。その研究では、講道館の畳には嘉納治五郎によって柔道畳として研究を重ねたものが使われていたことが判明した。嘉納と講道館専属の畳職人内野によって、大分県産シチトウと経糸に長野県大町市美麻（旧美麻村）産のおお麻を使った畳に進化していった。
東京オリンピックには柔道会場となる日本武道館にシチトウを使った柔道畳が敷かれていたが、その後のオリンピックの柔道会場ではビニール製の柔道畳に変更されている。
シチトウの畳表は、1農家で1日2畳程度の生産効率であるため、値段は普通のものより高くなる。シチトウの茎を2つ、または3つに裂き乾燥したものとイチビ糸で織られ、やや粗い感触を持つ。大分県産は麻糸のイチビが使われていたが、近年ケナフなどの糸を使っている。また、中国やベトナムからの輸入もある。大分県国東市で生産される畳表は、2016年（平成28年）12月7日に「くにさき七島藺表」として地理的表示に登録されている。

### その他
筵としても利用される。他に、乾燥した茎を円形に巻き付けて輪を作り、スイカの台にするなどの利用もある。

### 栽培
工芸作物としては、現在、日本国内では全量が大分県国東地方で栽培されており、生産量は30t（2005年）である。